# Цимикас, Константинос
Константи́нос «Ко́стас» Цими́кас (греч.  Κώστας Τσιμίκας; род. 12 мая 1996, Салоники) — греческий футболист, защитник клуба «Ливерпуль» и сборной Греции.

## Клубная карьера
Цимикас родился в Салониках, родом из деревни Лефконас, Серрес. Он начал свою карьеру в местной команде в своей деревне, а позже, когда ему исполнилось 14 лет, перешел в AS Neapoli Thessaloniki. В 2013 году выступал за клуб Пансеррайкос и забил 5 голов в сезоне 2013-14 в Gamna Ethniki.

### Олимпиакос
Цимикас дебютировал в Греческой Суперлиге в матче против «Каллони» 19 декабря 2015 года.

### Виллем II
В сезоне 2017/18 выступал на правах аренды за нидерландский клуб «Виллем II».

### Ливерпуль
10 августа 2020 года перешёл в «Ливерпуль», сумма сделки составила £11.75 млн. Сезон 2020/2021 игрок проведет под 21 номером.
Дебютировал за команду в матче предсезонного тура в Австрии против «Штутгарта». Вышел на замену в во втором тайме, результативными действиями не отличился.

## Карьера в сборной
Цимикас был впервые вызван в команду сборной Греции на матчи Лиги наций УЕФА 2018/19 против Венгрии и Финляндии в октябре.
Он дебютировал на международной арене в стартовом составе в домашнем матче с Венгрией 12 октября, забив единственный гол в игре.

## Достижения

### Клубные
«Олимпиакос»
- Чемпион Греции (3): 2015/2016, 2016/2017, 2019/2020
- Обладатель Кубка Греции: 2014/2015

«Ливерпуль»
- Чемпион Англии: 2024/25
- Обладатель Кубка Англии: 2021/22
- Обладатель Кубка Футбольной лиги (2): 2021/22, 2023/24